# Rafał Ulatowski (politolog)
Rafał Ulatowski – polski politolog, doktor habilitowany nauk społecznych w zakresie nauk o polityce, adiunkt na Wydziale Nauk Politycznych i Studiów Międzynarodowych Uniwersytetu Warszawskiego (d. ISM UW).

## Życiorys
W 2007 ukończył studia magisterskie w ISM UW. W latach 2007–2011 był stypendystą Fundacji Konrada Adenauera. W 2011 uzyskał doktorat na Uniwersytecie w Bonn. 21 marca 2018 uzyskał habilitację na Wydziale Nauk Politycznych i Studiów Międzynarodowych UW na podstawie dorobku naukowego oraz rozprawy Analiza porównawcza polityki energetycznej importerów i eksporterów surowców energetycznych na przykładzie Niemiec i Arabii Saudyjskiej. Perspektywa geoekonomiczna.
Specjalizuje się w kwestiach polityki zagranicznej Niemiec, w tym stosunków polsko-niemieckich, a także w zagadnieniach integracji europejskiej. Jest sekretarzem redakcji periodyku Studia Politica Germanica.